# Euphorbia biumbellata
Euphorbia biumbellata är en törelväxtart som beskrevs av Jean Louis Marie Poiret. Euphorbia biumbellata ingår i släktet törlar, och familjen törelväxter. Inga underarter finns listade i Catalogue of Life.

## Bildgalleri

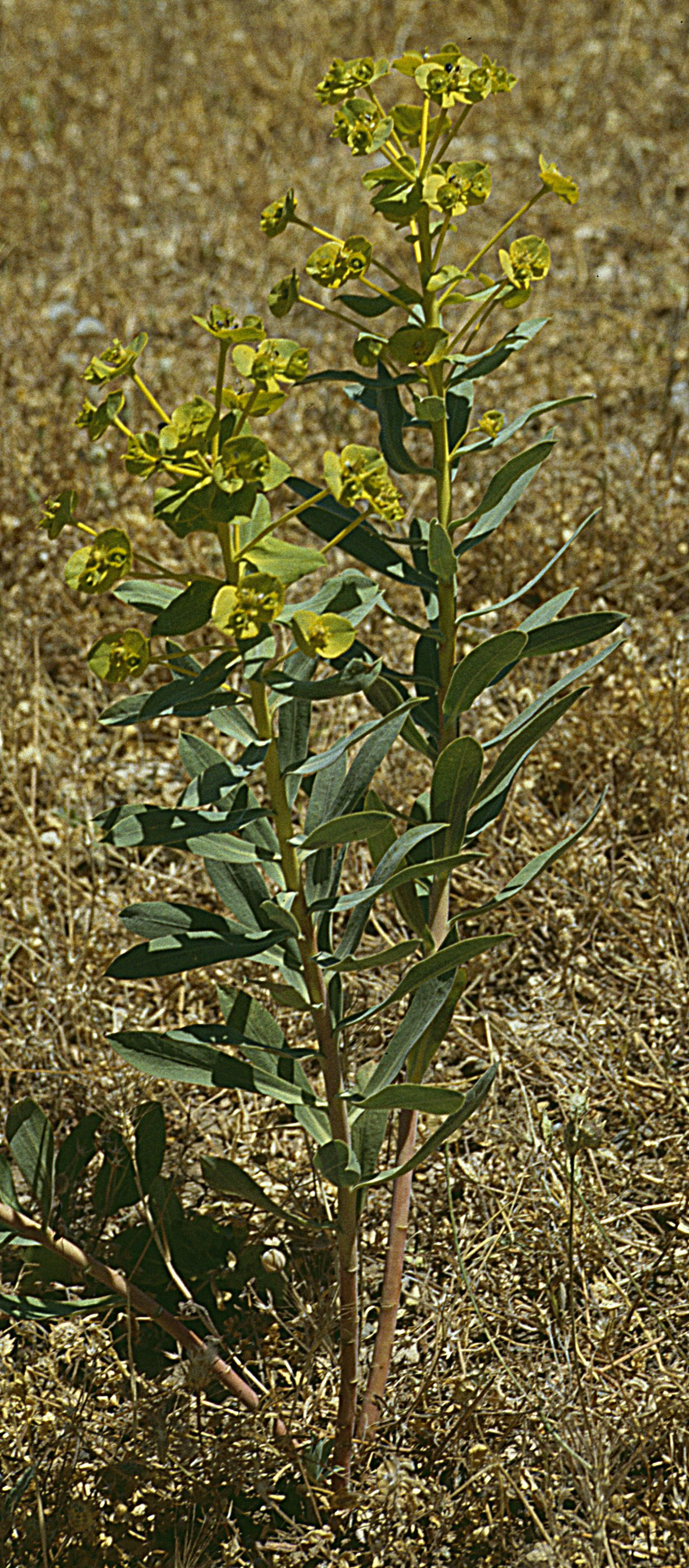